# Kościół Najświętszego Serca Jezusa w Dobrym Lesie
Kościół pw. Najświętszego Serca Jezusa w Dobrym Lesie – rzymskokatolicki kościół parafialny należący do dekanatu Łomża – św. Brunona, diecezji łomżyńskiej, metropolii białostockiej.

## Legenda
Miejscowi opowiadają, że w połowie XIX wieku gospodarze z Dobrego Lasu zauważyli niezwykłą poświatę wokół drewnianej figury św. Jana Nepomucena, stojącej nad Pisą. Kiedy przybiegli na miejsce, jasność zniknęła. Ktoś krzyknął, że światło pochodziło od pieniędzy, które widocznie zakopano pod figurą. Dawniej rzeczywiście przy kapliczkach i figurach przydrożnych chowano skarby. Niektórzy chciwi mężczyźni zaczęli kopać ziemię pod figurą, ale nie znaleźli złota. Na rydlach zauważono krew. Postanowiono zbudować kapliczkę i przenieść do niej figurę św. Jana Nepomucena. Na belce wycięto datę 1851, by upamiętnić wydarzenie. Mężczyźni, którzy rzucili się do szukania skarbu, a także ich potomkowie, wyłysieli. We wsi wierzono, że dopóki żyły osoby z najbardziej chciwych rodów w Dobrym Lesie, nie może tu powstać kościół. Kapliczka św. Jana Nepomucena przetrwała do dziś.

## Historia
W marcu 1919 w prywatnym domu w Dobrym Lesie wierni zorganizowali kaplicę. Od 30 marca 1919 zamieszkał tu kapłan. W maju 1919 gospodarze z Dobrego Lasu wydzielili plac pod kościół na Górce Kulasowizna. W maju 1919 miejsce wizytował biskup łomżyński Romuald Jałbrzykowski. Kościół drewniany budowano od lipca 1919 staraniem ks. Wacława Budrewicza.
Projektantem kościoła w Dobrym Lesie mógł być Rudolf Macura, który nieco później zaplanował świątynię w Kuziach. W Kuziach nie zrealizowano w pełni projektu Macury. Zmieniono plany, wzorując się na kościele w Dobrym Lesie.
Kościół uległ zniszczeniu w czasie II wojny światowej. W latach 40. XX wieku wyremontowano go staraniem ks. Boguckiego. W latach 70. XX wieku wymieniono podmurówkę kościoła, zastępując kamień betonem. W kolejnej dekadzie remontowano wnętrza. Wnętrze kościoła z inicjatywy ks. proboszcza Tadeusza Podbielskiego poddano renowacji w latach 1995–1999.
Świątynia jest wpisana do rejestru zabytków (nr rej. A-513 z 14 grudnia 1993).

## Architektura i wyposażenie
Kościół stoi w centrum wsi. Jest drewniany, na fundamencie betonowo-kamiennym. Ściany z belek sosnowych  postawiono w konstrukcji wieńcowej wzmocnionej z obu stron lisicami. Lisice są cięte w drewnie i dekoracyjne. Kościół jest oszalowany pionowymi deskami. Szalowanie wieńczy okapówka. Więźba dachowa jest krokwiowo-belkowa. Kościół kryty jest dwuspadowym dachem z blachy, trójpołaciowym od południa, z ażurową sygnaturką na planie czworoboku nad prezbiterium. Świątynia została zbudowana na planie prostokąta, ma 23 m długości i 11 m szerokości.
Fasada kościoła jest jednoosiowa, o osi wyznaczonej przez dwuskrzydłowe płycinowe drzwi. Fasadę wieńczy trójkątny trójosiowy szczyt: w osi środkowej ma rozetę, w osiach bocznych dwa prostokątne okna zakończone półkoliście i ujęte w obramienie zdobione snycersko. Elewacje boczne są dzielone lisicami, między którymi umieszczono po trzy prostokątne wielokwaterowe okna zakończone łukiem odcinkowym. Zdobią je obramienia snycerskie. W zachodniej elewacji znajdują się prostokątne drzwi do kruchty ze zdobionym nadprożem. W prezbiterium umieszczono po dwa okna z każdej strony (jedno jest takie jak w nawie, drugie węższe).
Drzwi i okna w nawie są prostokątne, w prezbiterium kończą się półkoliście. Sklepienie kościoła jest beczkowe. Kościół jest nieorientowany. Ma trzy nawy. Nawy boczne oddzielone są od głównej trzema parami drewnianych filarów. Nawy boczne są lekko obniżone w stosunku do nawy głównej i prezbiterium. Prezbiterium jest zamknięte trójbocznie. Po obu jego stronach znajdują się kruchta i zakrystia. Nad nawami bocznymi znajdują się empory. We  wschodniej zamontowano ambonę. Chór muzyczny wydzielono od północy. Podobny układ wnętrza ma kościół w Kuziach.
Podłogi w kościele są drewniane. Wnętrze pokrywa boazeria. W 1/3 wysokości słupy są obite płytą. Wzdłuż górnych partii ścian poprowadzono dekoracyjne listwy. W kościele stoją trzy neobarokowe ołtarze: główny i dwa boczne. Ołtarze oraz chrzcielnica i ławki pochodzą z okresu budowy świątyni. Ołtarz główny utrzymany jest w kolorystyce niebiesko-złotej. Wisi w nim obraz Matki Bożej Częstochowskiej flankowany dwiema figurami świętych Piotra i Pawła. Dawniej w ołtarzu głównym był obraz św. Józefa z Jezusem. Po obu stronach obrazu w ołtarzu głównym wiszą wota. W nastawie ołtarza umieszczono obraz Świętej Rodziny flankowany figurami aniołów. W prawym bocznym ołtarzu znajduje się obraz Najświętszego Serca Jezusa. Obok niego wisi obraz Miłosierdzia Bożego i wizerunek św. Faustyny Kowalskiej. W lewym bocznym ołtarzu umieszczono obraz świętych Piotra i Pawła. Obok stoi figura Matki Bożej Fatimskiej, przy niej wisi portret Jana Pawła II. Na ścianach kościoła wiszą stacje drogi krzyżowej.

## Galeria

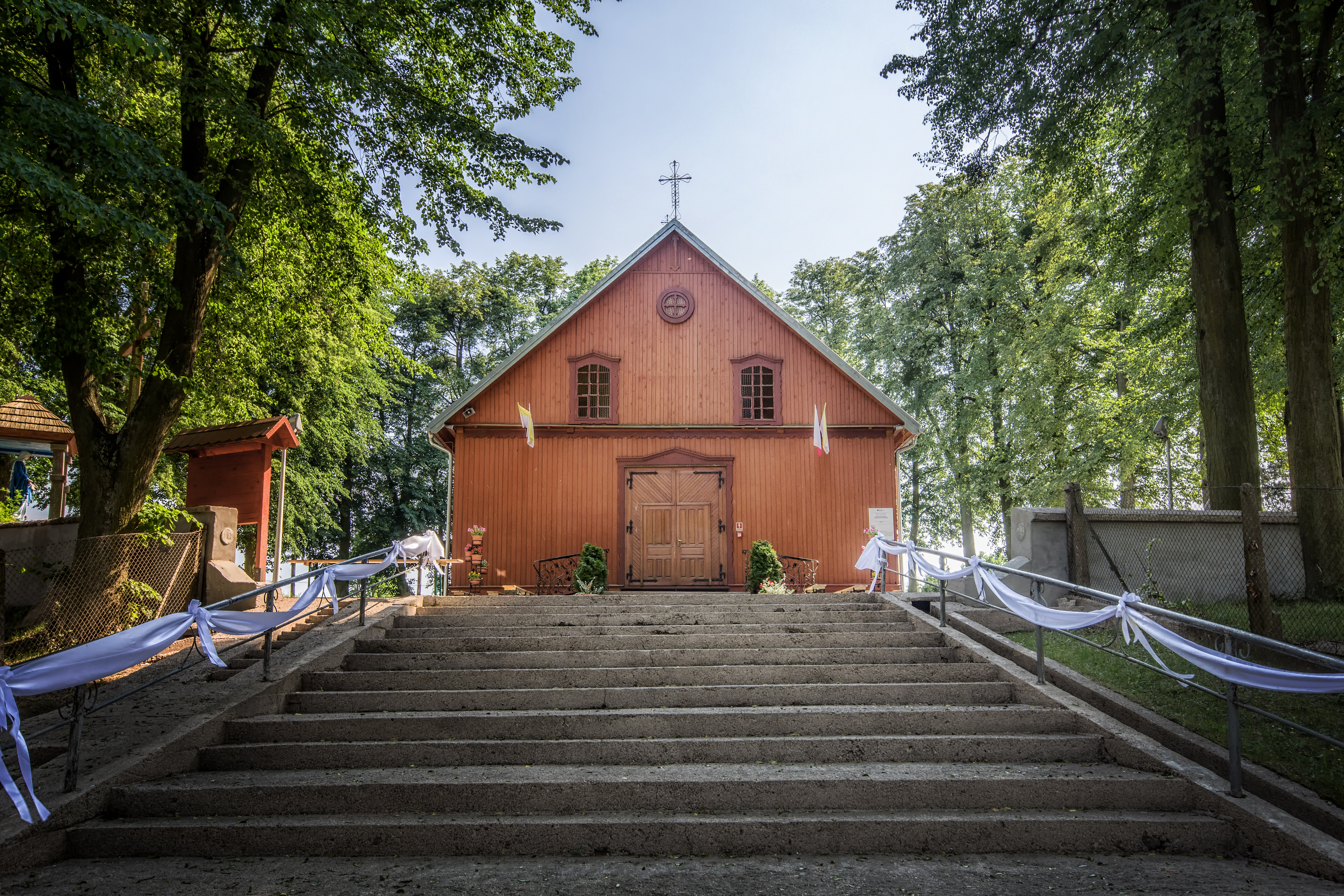
Wejście do kościoła po schodach
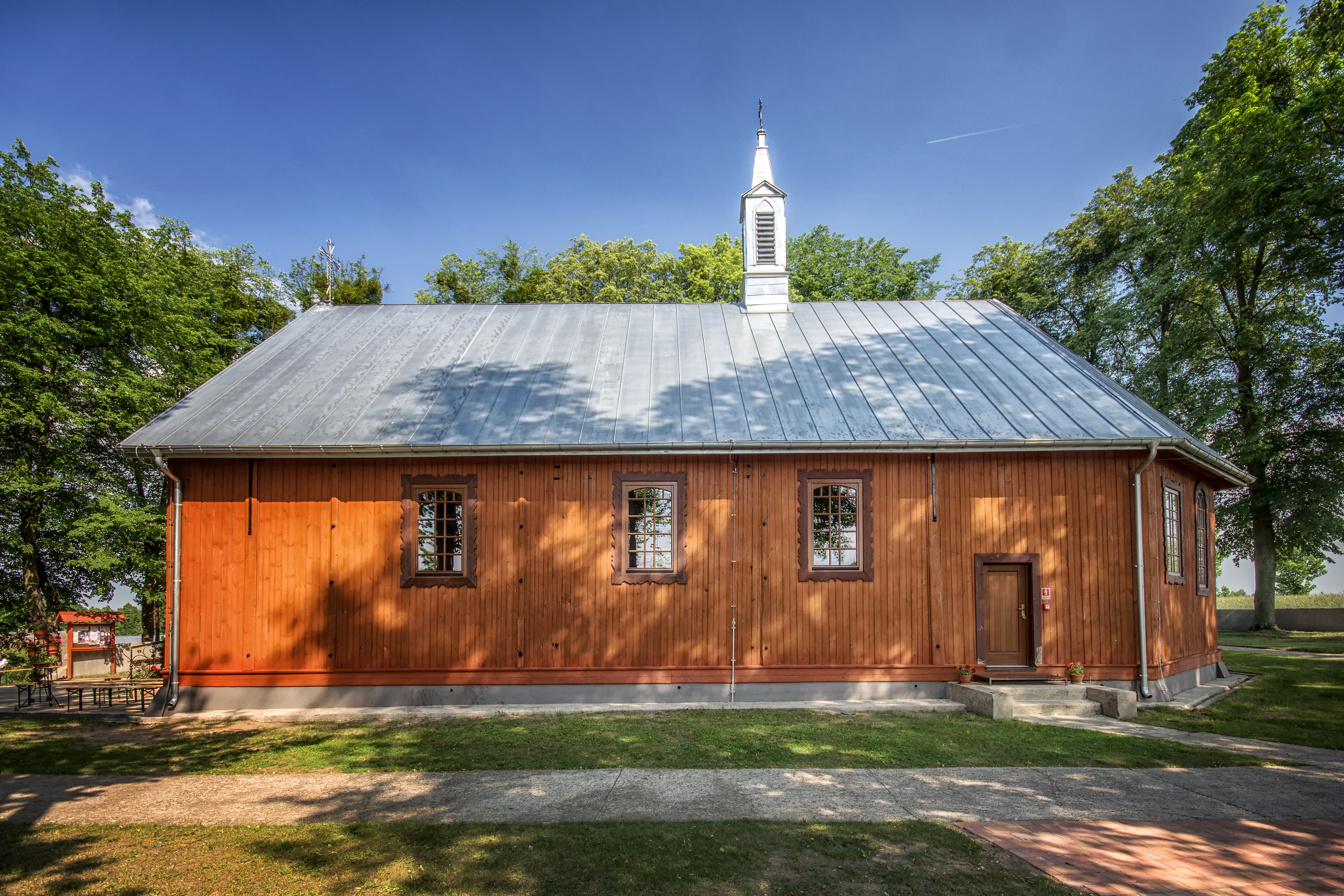
Elewacja boczna
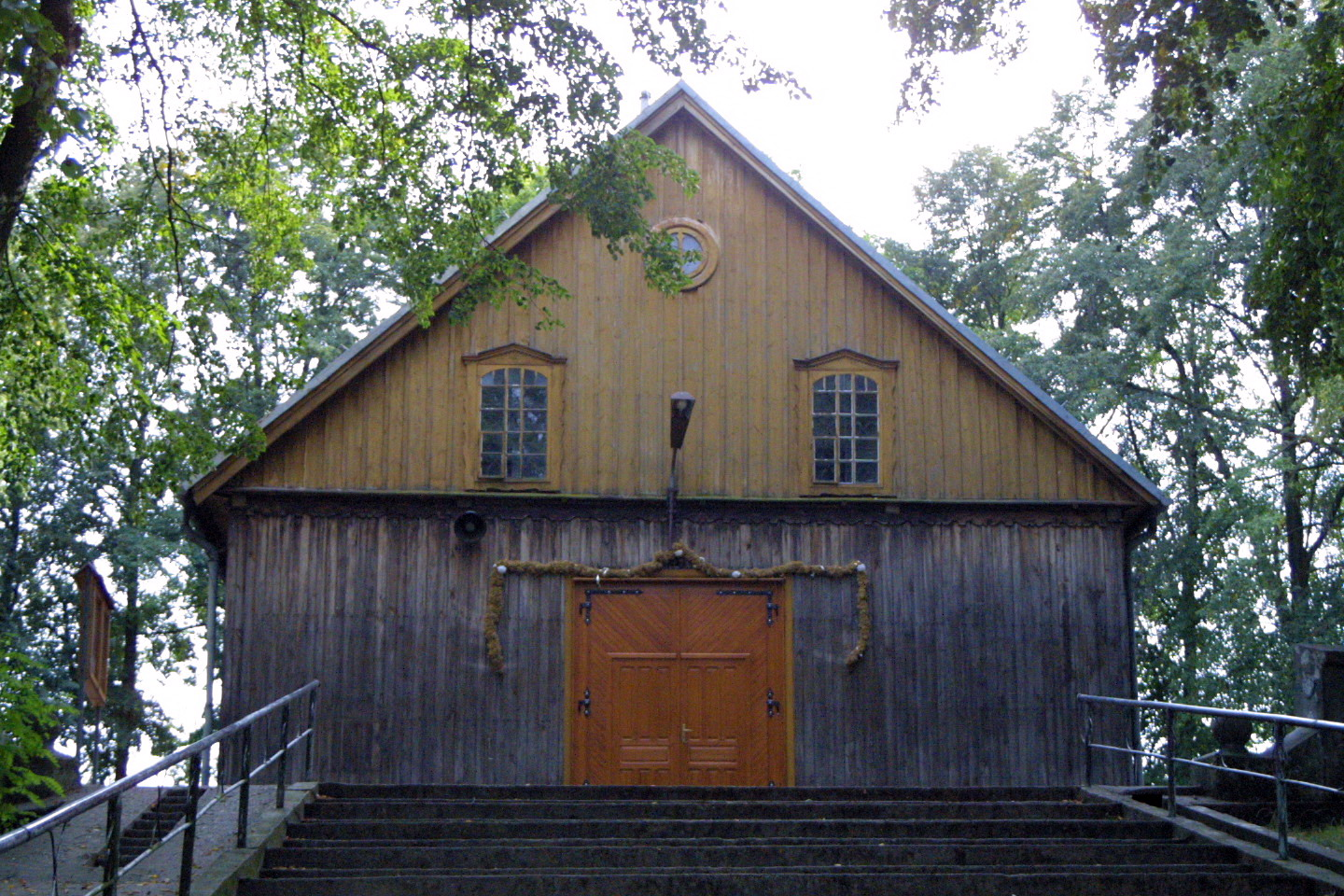
Elewacja frontowa
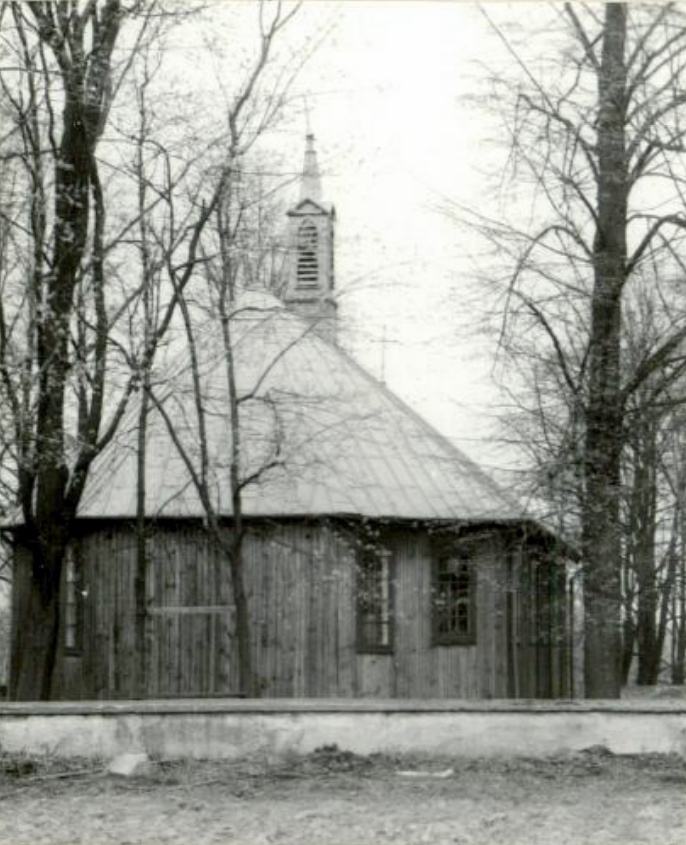
Widok od strony prezbiterium
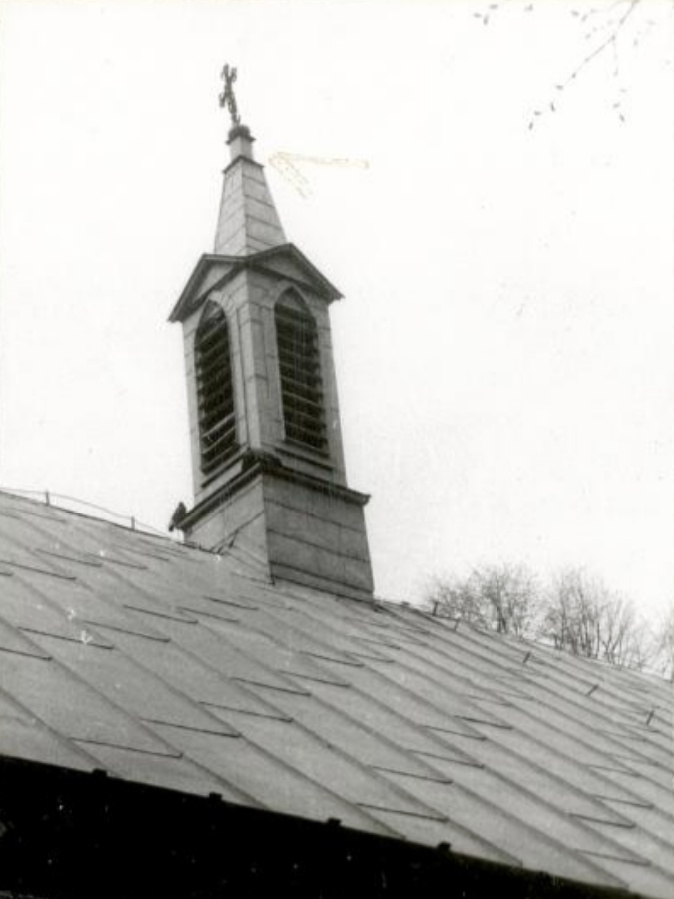
Sygnaturka
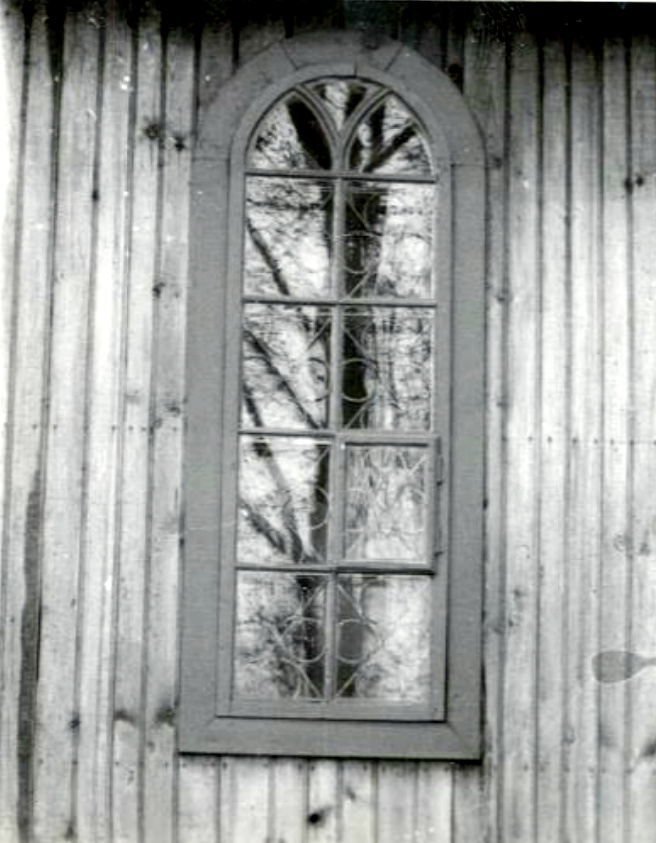
Okno w prezbiterium
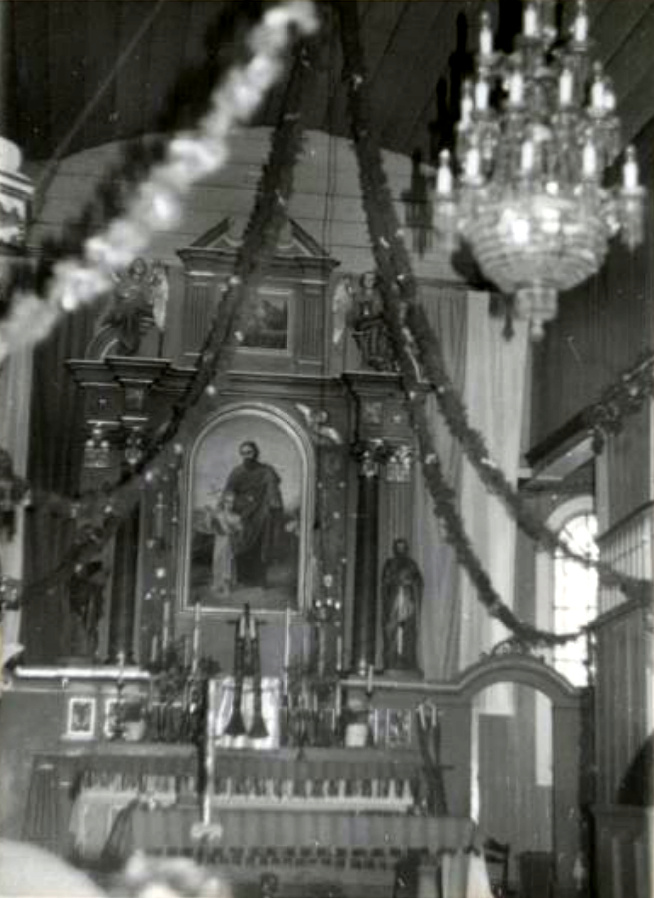
Ołtarz główny
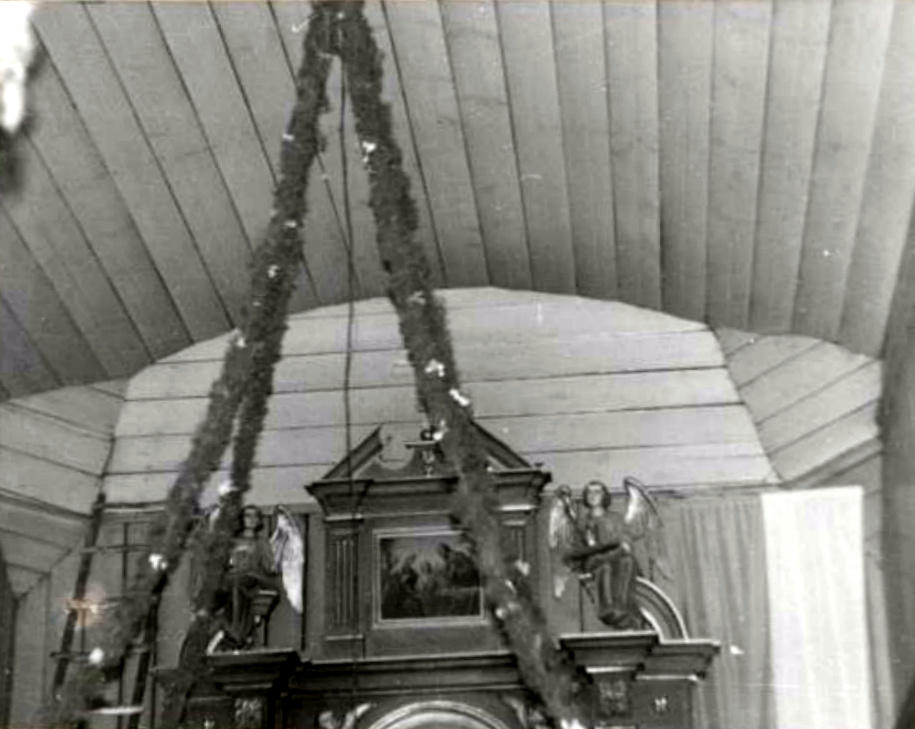
Strop w prezbiterium
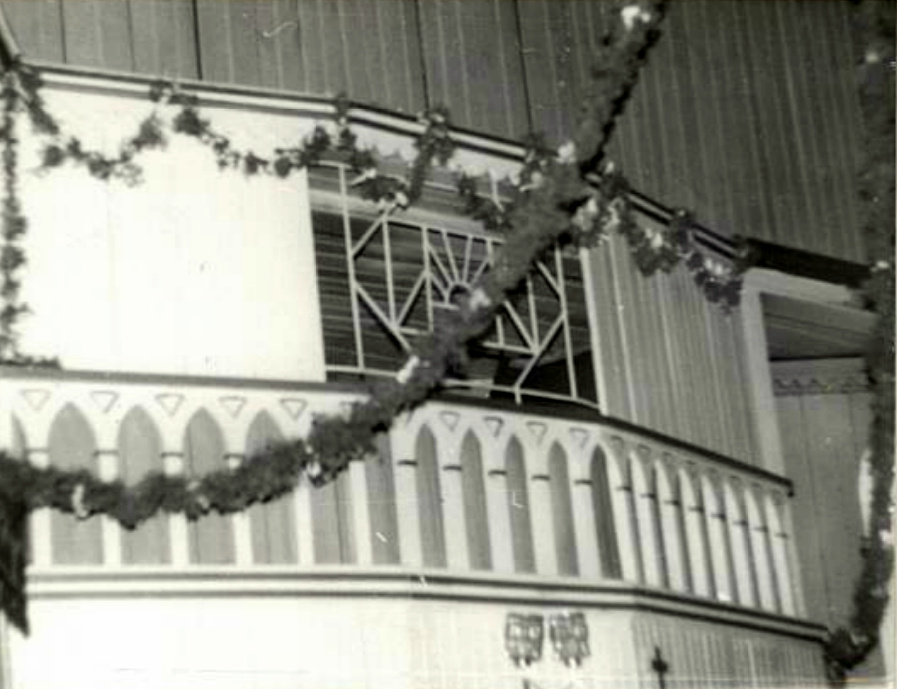
Empora